# Tonga (Cameroun)
 (juin 2016).
Si vous disposez d'ouvrages ou d'articles de référence ou si vous connaissez des sites web de qualité traitant du thème abordé ici, merci de compléter l'article en donnant les références utiles à sa vérifiabilité et en les liant à la section « Notes et références ».
Pour les articles homonymes, voir Tonga (homonymie).
Tonga est une commune du Cameroun, située dans le département du Ndé et la région de l'Ouest, en pays Bamiléké, à 40 km du chef-lieu Bangangté, à 90 km de Bafoussam, à 200 km de Yaoundé et à 240 km de Douala.

## Géographie et Démographie
La commune de Tonga occupe une position hautement stratégique pour la région de l’ouest et le Cameroun. Principale porte d’entrée et de sortie de la région de l’ouest, Tonga est à califourchon sur les trois principales régions du Cameroun : elle est ainsi limitrophe avec la région du centre (commune de Makénéné), avec la région du littoral (commune de Dobian/Nord-Makombe), et avec la région de l’ouest par elle-même.
Par ailleurs, Tonga est la muraille du NDE, car elle occupe toute la partie sud dudit département, en étant limitrophe avec les trois autres communes dont Bangangté, Bassamba et Bazou.
Tonga est ainsi une véritable base arrière pour le Ndé, et le front de démarcation entre la Région de l’Ouest et les Régions stratégiques du Cameroun que sont le Centre et le Littoral.
La Commune de Tonga s'étend sur 360 km2, et compte environ 56 000 habitants. Les ressortissants du Peuple Mahbelema, exilés du fait de la guerre d'indépendance en majorité dans les régions du littoral, du centre et du sud, sont estimés à plus de 20.000 âmes.

## Structure administrative de la commune
Outre Tonga proprement dit, la commune comprend les localités suivantes :
- Babitchoua
- Babouleng II
- Babouleng-Telegwa
- Baloua
- Bambou
- Bamkoua
- Bandounga
- Beuna
- Bitchoua Nord
- Bôdih
- Fagno
- Koptoh
- Maheutchou
- Medima
- Nountsé
- djasali                  *saliki                  *kaplou                  *loumou 1 et 2
- boulou

## Histoire, Traditionnel et Sociologie
L’arrondissement de Tonga est aujourd’hui ce qui reste du royaume Batongtou après les guerres d’indépendance, lequel royaume n’avait de semblable que celui des Bamouns, tant du point de vue de la puissance guerrière que du degré de développement économique. Les colons y avaient d’ailleurs fait construire, à bandounga, un Palais à son Roi Fotchada identique à celui du Sultan des Bamouns. Bandounga fut la terre d'accueil des missionnaires palotins en pays bamiléké, lesquels y érigèrent la quatrième cathédrale de la région après Dschang, Bafoussam et Foumban.
Mais ce Peuple a payé un très lourd tribut pour son implication dans les luttes d’indépendance du Cameroun, et ce du fait de sa position géostratégique ci-haut évoquée. Le royaume Batongtou fut balkanisé et les populations déportées au centre de regroupement à Tonga à partir de 1958. Les différents découpages administratifs renverront ainsi Makénéné dans le Centre, Bassamba dans l’arrondissement de Bangangté, Kouba dans Bazou. Plus récemment encore, Toungou, mooyah et Babah ont été rattachés à l'arrondissement du Nord-Makombé dans le Nkam.
La ville de Tonga connue aujourd'hui, vide vers 1950 encore, point d'accès à la route nationale, avait été choisi comme centre de regroupement des populations chassées de leurs différents villages par les commandos, afin de couper les sources de ravitaillement aux "maquisards" et surtout pour pouvoir "arroser" la zone de front sans "état d'âme". Ainsi, plusieurs villages furent abandonnés, et ce n'est que 20 ans après que le retour aux sources a commencé à s'opérer, et l’installation progressive des chefs dans leurs villages d’origine conduit peu à peu à une accalmie des luttes d’influence entre les différentes chefferies.
L’organisation traditionnelle est centrée autour du seul Chef de 2e degré, Chef de l’unique Groupement Bandounga, lequel est entouré par une vingtaine de chefs de villages et une trentaine de chefs de quartiers, tous du 3e degré.
Aujourd’hui, la population est très cosmopolite du fait de l’intégration nationale, avec une très forte communauté des anglophones du Nord-ouest, des haoussas, des mambilas venus de l’adamaoua, des bororos, et d’autres frères de l’ouest venus en majorité des départements des Bamboutos et de la Menoua, venues profiter des riches et étendues terres fertiles.
Du point de vue sociologique, la Commune ne compte qu'un seul Groupement dit Bandounga, avec l'unique chef du 2e degré, le Roi Feuhtchada.
Mais au sein de ce groupement, plusieurs chefferies jadis autonomes revendiquent aujourd'hui leur singularité. Parmi les communautés autochtones, l'on peut citer les Babah qui ont sept chefs de familles et pour chef supérieur Feuh Mekoh, chef du village babouleng-télégwa. Deux principales communautés ayant migré, ont une histoire plus récente au sein du Groupement et refusent d'être assimilées aux bandounga, au point de contester l'autorité de l'unique chef de 2e degré sur leurs chefferies. Il s'agit des Baloua avec quatre chefs de famille et pour chef supérieur Feuh Njidoh, et des Babitchoua avec trois chefs de familles et pour chef supérieur Feuh ngodime.
Les populations de la commune de Tonga constituent néanmoins un seul Peuple, ayant le "Mahbe-Lema" comme langue, des us et coutumes spécifiques et communs.

## Social et économie
La Commune de Tonga a aujourd’hui les terres parmi les plus fertiles de la région de l’ouest, avec un sol, un climat, une végétation et une hydrologie propices à plusieurs activités agricoles. L’activité agricole est intense, et les principales cultures de rentes sont le cacao, le café, le palmier à huile, la banane plantain. Nous cultivons aussi des céréales dont les principaux sont mails, arachides, haricots et le riz. L’on y trouve aussi des tubercules et autres féculents tels le manioc, l’igname, la patate, plusieurs légumineux. Les produits maraichers, tels la tomate, la pastèque, le chou, et les légumes connaissent une production toujours accrue depuis quelques années.
Tonga a des vergers qui produisent des fruits à toutes les saisons : prunes, mangues, avocats, oranges, mandarines, goyaves, etc., et de vastes exploitations de production d’ananas font désormais découvrir d’autres facettes de la richesse de nos terres.
De manière remarquable, Tonga est un grand bassin rizicole et de production cacaoyère. Tonga parait ainsi être la deuxième commune cacaoyère de l’ouest, après la commune de Kékem dans le haut-nkam. Les relevés opérés auprès des principales coopératives indiquent une exportation d’environ 200 tonnes en 2014 vers Douala.
Tonga est la principale commune rizicole de la région de l’ouest. Le Riz de Tonga, cultivé sous forme pluviale et sous forme irriguée, est connu aujourd’hui sous plus de sept variétés, appétissantes les unes comme les autres. Principale denrée alimentaire des populations locales, le riz se cultive essentiellement pour des besoins de subsistance. Quelques grands agriculteurs ont développé de vastes plantations et permettent aujourd’hui la commercialisation du riz de Tonga à toutes les saisons et dans les grandes villes. Le riz de Tonga se mange avec toutes les sauces possibles. Mais localement, il se mange particulièrement « sauté à l’huile », « à la sauce d’arachide au poisson », ou « sans sauce au piment ».
L’activité agropastorale a connu un frein au fil des ans et tarde à reprendre. Néanmoins, certains agriculteurs opèrent l’élevage des lapins, et la commune veut lancer un vaste projet intégré d’élevage de volailles et de production de provendes. On y élève aussi des porcs, chèvres et moutons destinés à la consommation courante.
Un tissu d’opérateurs économiques se met de mieux en mieux en place, avec des activités qui tournent essentiellement aujourd’hui autour des débits de boissons, de la petite alimentation et des produits de quincaillerie. La municipalité s’active à promouvoir et à développer un entreprenariaship local.

## Potentiel humain
Tonga est appelé quartier latin du Ndé.
La Commune de Tonga est un véritable grenier d’intelligences. L’élite est nombreuse, avec des hommes d’affaires très futés, des hauts gradés et des hommes très engagés au sein des forces de défenses et de sécurité, des enseignants de tous bords, une masse de juristes, et un clergé diversifié et abondant en quantité et en qualité.
L’actuel Conseil municipal et son Exécutif, unis autour du projet de société « vivre ensemble, agir ensemble », entendent tirer profit de ces potentialités par la mise en œuvre des conditions d’une cohésion sociale durable, et la construction d’un leadership collectif qui interpelle toutes les individualités à l’œuvre du développement.

## Situation
Tonga est située dans l’arrondissement de Tonga, département du Ndé, région de l'Ouest au Cameroun. Elle est traversée par une route bitumée.
| Bamena | Bangangté | Noun (fleuve) |
| Bazou  | Tonga     | Noun (fleuve) |
| Nkam   | Nkam      | Ndikiniméki   |

## Personnalités liées à Tonga
- Rosine Mfetgo Mbakam, Réalisatrice
- Jean-claude Feutheu, Homme politique et député suppléant au RDPC et propriétaire de l'hôtel Djeuga palace de Yaoundé
- BIAMOU-KAMYO donald Ingénieur international Directeur général de B-K D construction et Bâtisseurs Modeste
- Modeste M'bami, Footballeur international Camerounais décédé en 2023
- Dany Nounkeu, Footballeur international Camerounais et actuellement membre du staff des lions indomptables du Cameroun
- Dieudonné Bankoué, Maire de la commune de Tonga
- Severin Tchounkeu, Homme d'affaires et propriétaire de la chaîne de télévision et radio Equinoxe TV
- Victor Mbemi Nyaknga, Directeur général de la Société Nationale de Transport de l'Electriticé (SONATREL)
- Dominique Njinkeu, ancien Coordonnateur de programme du Groupe de la Banque mondiale
- Jean youmbi homme d'affaires et propriétaire de Bet x S.A